# Ulochaetes vacca
Ulochaetes vacca är en skalbaggsart som beskrevs av Holzschuh 1982. Ulochaetes vacca ingår i släktet Ulochaetes och familjen långhorningar. Inga underarter finns listade i Catalogue of Life.